# Fleurette de Nérac
 (juillet 2012).
Si vous disposez d'ouvrages ou d'articles de référence ou si vous connaissez des sites web de qualité traitant du thème abordé ici, merci de compléter l'article en donnant les références utiles à sa vérifiabilité et en les liant à la section « Notes et références ».
Fleurette de Nérac morte le 25 août 1592 à Nérac est une paysanne française et l'une des premières maîtresses du futur Henri IV, alors prince de Navarre.
Sa relation avec le jeune prince est entourée de plusieurs récits et légendes. L'expression « conter fleurette » serait notamment née de cette relation.

## Historique
Jeune habitante de la ville de Nérac, fille d'un jardinier du château, Fleurette de Nérac connut le futur roi Henri IV et eut une aventure amoureuse avec celui-ci dans les années 1571-1572. Lorsque le roi la quitta, la légende veut qu'elle se noyât de désespoir dans la Baïse. 
En réalité, Fleurette de Nérac vécut pendant 20 ans après cette aventure supposée et mourut le 25 août 1592.

## Postérité

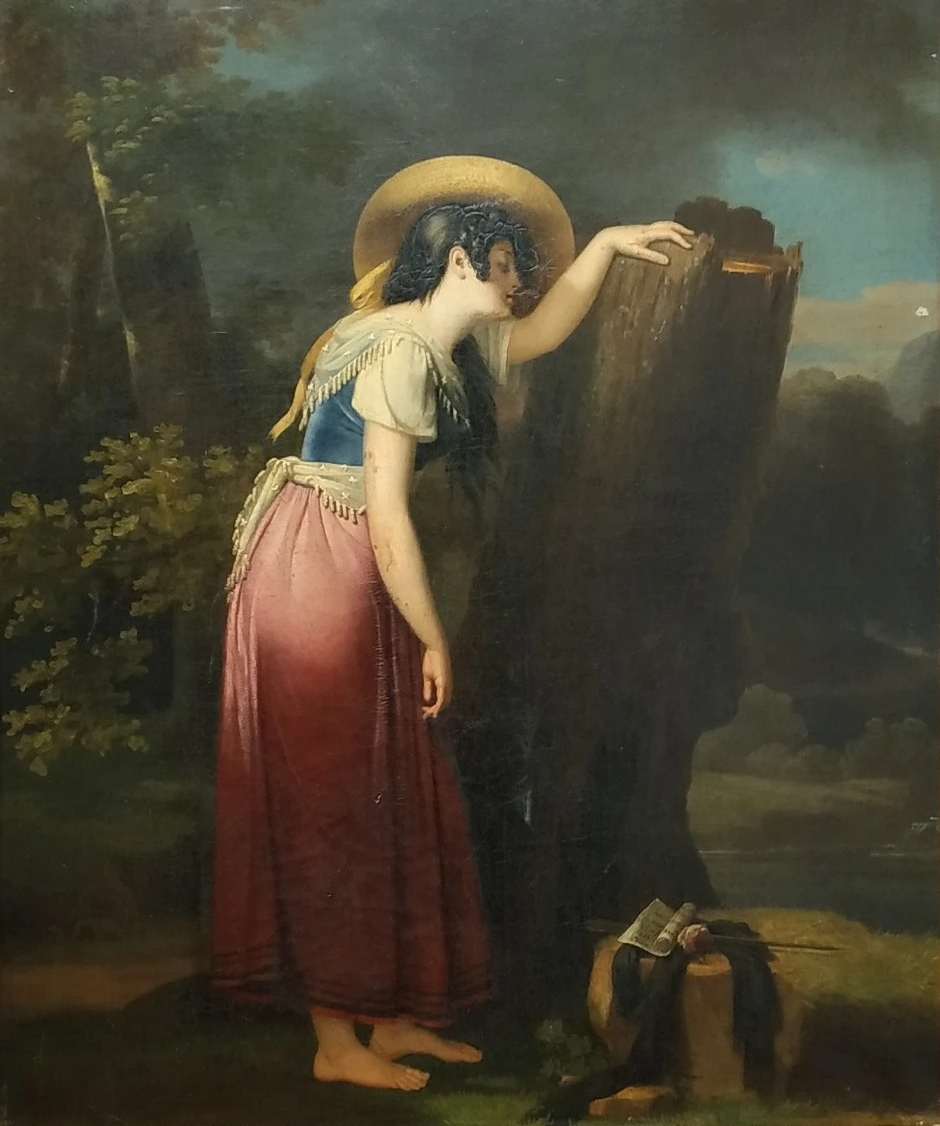
Aurore de Lafond de Fénion, Fleurette à la fontaine de la Garenne (Salon de 1822), localisation inconnue.

La légende des amours de Fleurette et d'Henri IV a été popularisée au début du XIXe siècle par Étienne de Jouy dans l'une de ses chroniques, intitulée Fleurette et publiée dans la Gazette de France du 1er novembre 1817, avant d'être reprise dans le premier volume de L'Hermite en province (1819), ouvrage qui connut de nombreuses rééditions tout au long du siècle.
Pierre-Auguste Vafflard présente au Salon de 1819 sa peinture Fleurette d'après le récit de Jouy (no 1105), qui représente le prince de 15 ans donnant le bras à sa jeune maîtresse, dont il porte la cruche sur la tête. Une esquisse du tableau, achetée par Antoine-Jean Gros pour 33,50 francs lors de la vente de Vafflard des 5 et 6 avril 1832,, apparaît dans le catalogue de vente après décès de Gros en novembre 1835.
Aurore de Lafond de Fénion lui consacre deux tableaux : Fleurette à la fontaine de la Garenne (Salon de 1822, no 758) et Fleurette et Henri à la fontaine de la Garenne (Salon de 1824, no 991), non localisés.
L'épisode fut aussi adapté pour la scène, notamment par Émile Vanderburch sous le titre La Chaumière béarnaise, ou la Fête du roi, vaudeville créé le 24 août 1823 au théâtre des Petits acteurs de M. Comte,.
Une statue de Fleurette de Nérac réalisée par Daniel Campagne en 1896, orne une grotte du parc de la Garenne, à Nérac. L'œuvre est accompagnée d'une plaque : « Fleurette : à peine ils s'étaient vus qu'ils s'aimèrent d’amour. Elle comptait 16 ans ; lui, trois de plus. Ravie, Fleurette à cet amour donna toute sa vie. Henri, Prince d’Albret ne lui donna qu’un jour ».